# Сем Беннетт (хокеїст)
Сем Беннетт (англ. Sam Bennett; нар. 20 червня 1996, Іст-Гвіллімбері) — канадський хокеїст, нападник клубу НХЛ «Флорида Пантерс». Гравець збірної команди Канади.
Володар Кубка Стенлі.

## Ігрова кар'єра
Хокейну кар'єру розпочав 2012 року виступами за юніорську команду «Кінгстон Фронтенакс».
2014 року був обраний на драфті НХЛ під 4-м загальним номером командою «Калгарі Флеймс».
У складі «Флеймс» дебютував у сезоні 2014–15 років, провівши повністю всі матчі в серії плей-оф. 13 січня 2016 року Беннетт оформив «покер» у матчі проти «Флорида Пантерс».
6 вересня 2017 року «Флеймс» підписав з Беннеттом дворічний контракт. 24 липня 2019 року Беннетт продовжив контракт з клубом ще на два роки.
12 квітня 2021 року Сема обміняли на гравця клубу «Флорида Пантерс». 26 липня 2021 року Беннетт підписав чотирирічний контракт з «пантерами».
У 2024 році став володарем Кубка Стенлі.

## На рівні збірних
Виступав за юніорську зюірну Канади на чемпіонаті світу 2013 року та міжнародному тірнірі.
У складі національної збірної Канади переможець Турніру чотирьох націй.

## Нагороди та досягнення
- Володар Кубка Стенлі в складі «Флорида Пантерс» — 2024,[14] 2025.
- Трофей Конна Смайта — 2025.

## Статистика

### Клубні виступи
| Сезон        | Клуб                  | Ліга         | Регулярний сезон | Регулярний сезон | Регулярний сезон | Регулярний сезон | Регулярний сезон | Плей-оф | Плей-оф | Плей-оф | Плей-оф | Плей-оф |
| Сезон        | Клуб                  | Ліга         | І                | Г                | П                | О                | ШХ               | І       | Г       | П       | О       | ШХ      |
| ------------ | --------------------- | ------------ | ---------------- | ---------------- | ---------------- | ---------------- | ---------------- | ------- | ------- | ------- | ------- | ------- |
| 2012–13      | «Кінгстон Фронтенакс» | ОХЛ          | 60               | 18               | 22               | 40               | 87               | 4       | 0       | 3       | 3       | 2       |
| 2013–14      | «Кінгстон Фронтенакс» | ОХЛ          | 57               | 36               | 55               | 91               | 118              | 7       | 5       | 4       | 9       | 18      |
| 2014–15      | «Кінгстон Фронтенакс» | ОХЛ          | 11               | 11               | 13               | 24               | 14               | 4       | 0       | 3       | 3       | 4       |
| 2014–15      | «Калгарі Флеймс»      | НХЛ          | 1                | 0                | 1                | 1                | 0                | 11      | 3       | 1       | 4       | 8       |
| 2015–16      | «Калгарі Флеймс»      | НХЛ          | 77               | 18               | 18               | 36               | 37               | —       | —       | —       | —       | —       |
| 2016–17      | «Калгарі Флеймс»      | НХЛ          | 81               | 13               | 13               | 26               | 75               | 4       | 2       | 0       | 2       | 4       |
| 2017–18      | «Калгарі Флеймс»      | НХЛ          | 82               | 11               | 15               | 26               | 59               | —       | —       | —       | —       | —       |
| 2018–19      | «Калгарі Флеймс»      | НХЛ          | 71               | 13               | 14               | 27               | 93               | 5       | 1       | 4       | 5       | 16      |
| 2019–20      | «Калгарі Флеймс»      | НХЛ          | 52               | 8                | 4                | 12               | 36               | 10      | 5       | 3       | 8       | 10      |
| 2020–21      | «Калгарі Флеймс»      | НХЛ          | 38               | 4                | 8                | 12               | 19               | —       | —       | —       | —       | —       |
| 2020–21      | «Флорида Пантерс»     | НХЛ          | 10               | 6                | 9                | 15               | 33               | 5       | 1       | 4       | 5       | 8       |
| 2021–22      | «Флорида Пантерс»     | НХЛ          | 71               | 28               | 21               | 49               | 74               | 10      | 1       | 2       | 3       | 12      |
| 2022–23      | «Флорида Пантерс»     | НХЛ          | 63               | 16               | 24               | 40               | 54               | 20      | 5       | 10      | 15      | 60      |
| 2023–24      | «Флорида Пантерс»     | НХЛ          | 69               | 20               | 21               | 41               | 100              | 19      | 7       | 7       | 14      | 12      |
| Усього в НХЛ | Усього в НХЛ          | Усього в НХЛ | 615              | 137              | 148              | 285              | 580              | 84      | 25      | 31      | 56      | 130     |

### Збірна
| Рік                | Команда            | Турнір             | Місце              |    | І | Г | П  | О  | ШХ |
| ------------------ | ------------------ | ------------------ | ------------------ | -- | - | - | -- | -- | -- |
| 2013               | Канада             | ЮЧС                | 1                  | 7  | 3 | 4 | 7  | 4  |    |
| 2013               | Канада             | МІГ                | 1                  | 5  | 3 | 1 | 4  | 6  |    |
| 2025               | Канада             | ТЧН                | 1                  | 3  | 1 | 0 | 1  | 5  |    |
| Молодіжна збірна   | Молодіжна збірна   | Молодіжна збірна   | Молодіжна збірна   | 12 | 6 | 5 | 11 | 10 |    |
| Національна збірна | Національна збірна | Національна збірна | Національна збірна | 3  | 1 | 0 | 1  | 5  |    |